# Leptamphopus fragilis
Leptamphopus fragilis is een vlokreeftensoort uit de familie van de Calliopiidae. De wetenschappelijke naam van de soort is voor het eerst geldig gepubliceerd in 2007 door Larsen & Krapp-Schickel.